# Дубъязский район
Дубъязский район (тат. Дөбъяз районы) — упразднённая административно-территориальная единица Татарской АССР, существовавшая с 1930 по 1963 год. Административный центр — село Дубъязы.

## История
Дубъязский район был образован 10 августа 1930 года при упразднении Арского кантона. В его состав вошли Менделинская и Дубъязская волости полностью, селения Махмур, Уразлино, Атамыш и Улля Кулле-Киминской волости, селения Уньба, Глухово, Ковали, Тохтамыш, Красна, Берляково, Русская Айша 2-я, Татарская Айша 2-я, Инса Тукаевской волости, селения Мамоново, Лука, Маматово, Мишавка, Садилово, Хохлово, Толмачи, Бимери, Усады, Чубарово, Ильино, Усадское ПО, Новое Мамонино, Сосновка, Тогашево, Кирилловка Калининской волости.
4 января 1963 года район был ликвидирован, а его территория вошла в состав Зеленодольского укрупнённого сельского района.

## Административное деление
На 1 января 1948 года район включал в свой состав 28 сельсоветов: Айбашский, Алан-Бексерский, Альдермышский, Асяньский, Больше-Битаманский, Больше-Ковалинский, Больше-Куюкский, Гаринский, Дубъязский, Инсинский, Казакларский, Мало-Починковский, Мало-Рясьский, Мало-Сулабашский, Мамонинский, Мемдельский, Русско-Татарско-Айшинский, Саинский, Село Алатский, Соловцовский, Средне-Алатский, Суксинский, Ташлы Ковалинский, Чершинский, Чувашлинский, Шуманский, Ювасский, Янга Аулский. Территория района составляла 827 кв.км.